# Drid
Els Drid o Derid (en àrab دريد, Darīd) són una confederació àrab de Tunísia, propers als Banu Hilal. Es va instal·lar entre els segles xi i xii al Kef i a Béja.

## Composició
Els Drid es componien dels clans:
- Jouini (جويني, Juwīnī)
- Arfaoui (عرفاوي, ʿArfāwī)
- Aouled Mannae (أولاد مناع, Awlād Mannāʿ)
- Rezgui (رزقي, Razqī)
- Aouled Khaled (أولاد خالد, Awlād Ḫālid)
- Abbasi (عباسي, ʿAbbāsī)
- Aouled Khalifa (أولاد خليفة, Awlād Ḫalīfa)
- Aouled Harbi (أولاد حربي. Awlād Ḥarbī)
- Gasmi (قاسمي. Qāsmī)
- Mimouni (ميموني, Mīmūnī)